# Miguel Amorós
Miguel Amorós, nascido em 9 de abril de 1949, é um historiador e teórico anarquista valenciano.

## Vida
Neto de anarquistas, Miguel Amorós faz-se anarquista em 1968. Na década de 1970 participou na fundação de vários grupos anarquistas, entre os quais figuram Bandeira Negra, Tierra Libre, Barricada, Los Incontrolados e Trabajadores por la Autonomía Obrera e a Revolución social. Passa algum tempo nas prisões franquistas antes de exilar-se na França.
O anarquismo preconizado por Miguel Amorós inspira-se na autogestão, na subversao da vida quotidiana, na história dos conselhos operários, bem como nas mobilizações que denunciam ao sindicalismo como forma de luta desfasada e a moral operária como reacionária. Suas ideias são próximas às do movimento situacionista e às correntes anti-industriais. Miguel Amorós manteve relação com Guy Debord em princípios da década de 1980. Participou na difusão dos Comunicados da prisão de Segovia (edições Muturreko burutazioak) em 1980, cujo autor de um dos textos (Aos libertarios) era precisamente Guy Debord. Durante a «Transição» manteve posições assembleistas em pró da autonomia operária.
Entre 1984 e 1992, Miguel Amorós foi parte do equipe editora da revista francesa pós-situacionista Encyclopédie dês Nuisances junto a seu principal animador Jaime Semprún.

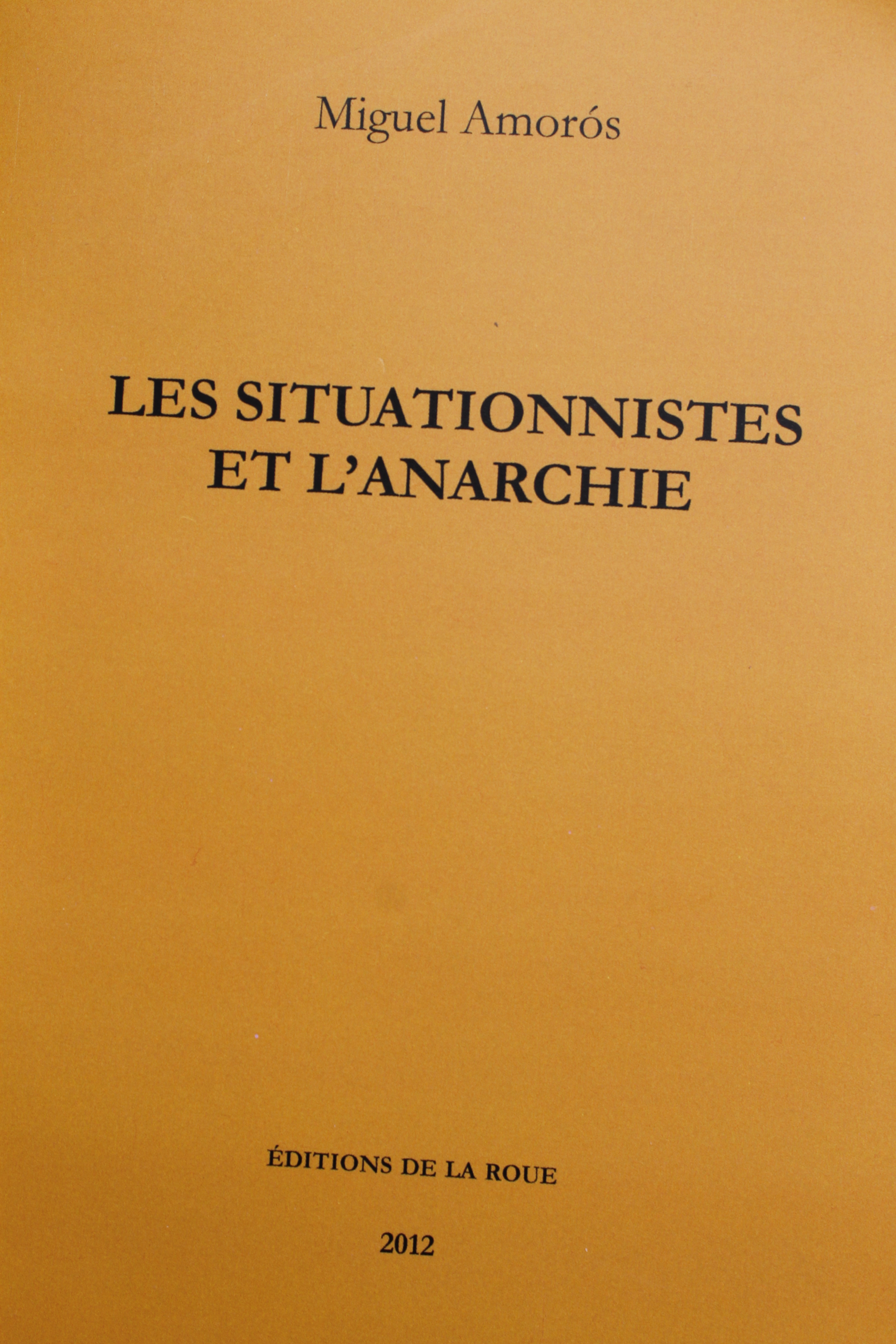
Les Situationnistes et l'anarchie

Miguel Amorós tem escrito numerosos artigos na imprensa libertaria como Os amigos de Ludd. Também tem pronunciado várias conferências sobre questões sociais, em particular sobre a ideologia do progresso e os prejuízos que ocasiona. Seus principais livros são A Revolução traída. A verdadeira história de Balius e Os Amigos de Durruti (2003) e Durruti no laberinto (2006).
Em 2009, publica uma biografia do anarquista valenciano José Pellicer, fundador da Coluna de Ferro durante a Guerra civil espanhola, que serve de fio condutor ao estudo do anarquismo na região levantina. Em 2011, analisa o anarquismo andaluz através de uma biografia de Francisco Maroto (Maroto, el héroe). Também em 2011, funda junto a Michel Gomez, Marie-Christine Lhe-Borgne e Bernard Pecheur, a editorial francesa Éditions de la Roue.
Em junho de 2012, Miguel Amorós publica Salida de emergencia, livro sobre a situação social atual e os problemas energéticos. Em fevereiro de 2014, Amorós publica uma nova edição do Manuscrito encontrado em Vitoria, texto clássico do movimento operário autónomo espanhol, escrito originalmente em 1976 pelo próprio Amorós e Jaime Semprún, baixo o nome de Los Incontrolados, reivindicando assim o sambenito infamante que a coalizão entre a burguesia republicana e a burocracia política e sindical de 1936, pendurou aos revolucionários que não obedeceram a ninguém mais que a si mesmos enquanto combatiam a seus inimigos externos e internos.
A partir de 2013, Miguel Amorós é coeditor da revista anti-dessenvolvimentista e libertaria Argelaga (7 números publicados até 2016).
Em 2014, Amorós publica 1968. El año sublime de la acracia, que analisa as revoltas estudantis em Madrdi da década de 1960 e em particular a actuação do grupo Los Ácratas.
Em abril de 2015, Miguel Amorós publica Los incontrolados de 1937, um livro sobre a vida de nove membros do agrupamento revolucionário Os Amigos de Durruti. Partindo da determinação revolucionária e da qualidade humana desses lutadores proletários, Amorós reconstitui a matéria da última revolução operária, a que vai de 19 de julho de 1936 ao 8 de maio de 1937.
Em setembro de 2017, Amorós explica seu ponto de vista sobre o conflito independentista catalão numa carta aberta a Tomás Ibáñez, e depois num livro colectivo publicado em março de 2018, No le deseo un Estado a nadie.
Seus textos estão traduzidos em vários idiomas, principalmente em francês, inglês e italiano.

### Durruti en el laberinto
Em seu livro Durruti en el laberinto publicado em 2006, Miguel Amorós conta com precisão o papel de Buenaventura Durruti no desenvolvimento da Revolução espanhola de 1936. Amorós mostra de que maneira Durruti e seus colegas da Coluna Durruti foram traídos pelas diversas burocracias do bando republicano (Governo central, Generalidade de Cataluña, Partido comunista), incluindo a burocracia da CNT ao comando da qual estavam os ministros colaboracionistas Juan García Oliver, Federica Montseny e Diego Abad de Santillan que pôs travas aos propósitos revolucionários de Durruti até atrair na armadilha onde perderia a vida.
Durruti en el laberinto é reeditado em 2014 por Vírus editorial, contribuindo com novos depoimentos que abundam na tese da responsabilidade de agentes estalinistas na morte de Durruti com a cumplicidade da burocracia cenetista no Governo.

### Obras
- La Columna de Hierro, Editorial Milvus, 2021. ISBN 9788494875687
- Fuc.k Green New Deal. Colapso y alternativas: anticapitalismo y autogestión, Editorial Milvus, 2020. ISBN 978-84-948756-6-3
- Geografías del combate, Editorial Milvus, 2018. ISBN 978-84-948756-0-1
- Los Ácratas en la Universidad Central, 1967-69, La Linterna sorda, 2018.
- No le deseo un Estado a nadie, libro colectivo sobre el conflicto catalán junto a Corsino Vela, Santiago López Petit, Tomás Ibáñez y Francisco Madrid, Pepitas de calabaza, 2018.
- Obra colectiva, Anarquismo frente a los nacionalismos, Queimada Ediciones, 2018.
- Filosofía en el tocador, Virus editorial, 2016. ISBN 978-84-608-5532-3
- Los incontrolados de 1937. Biografías militantes de los Amigos de Durruti, Aldarull, 2015.
- La mirada hacia atrás. Trayectoria revolucionaria de Joaquín Pérez Navarro, Ediciones Octubre del 36, 2015
- 1968. El año sublime de la acracia, Muturreko Burutazioak, Bilbao, 2014.
- Rock para principiantes, El Salmón/Argelaga, 2014.
- Los Incontrolados, Manuscrito encontrado en Vitoria, 1977, reeditado por Pepitas de calabaza en 2014 con un prólogo inédito, La revolución ahora y siempre.
- Comité Irradié, Fisuras en el consenso. Antología de escritos del Comité Irradiés de tous les pays, unissons-nous! 1987-1994, Muturreko burutazioak, Bilbao, 2013.
- Francisco Carreño y los arduos caminos de la anarquía, Asociación Isaac Puente, 2013.
- Salida de emergencia, Pepitas de Calabaza, Logroño, 2012. ISBN 978-84-939437-9-0
- Maroto, el héroe, una biografía del anarquismo andaluz, Virus editorial, 2011. ISBN 978-84-92559312
- Perspectivas antidesarrollistas, editorial Germinal, 2011.
- José Pellicer. El anarquista íntegro, vida y obra del fundador de la heroica Columna de Hierro, Virus editorial, Barcelona, 2009. ISBN 978-84-92559-02-2
- A carne viva. Exabruptos anticapitalistas, ed. Corsárias, 2009.
- Los Situacionistas y la anarquía, Muturreko burutazioak, Bilbao, 2008. ISBN 978-84-88455-98-7
- Desde abajo y desde afuera, ediciones Brulot, 2007.
- Registro de catástrofes, ediciones Anagal, 2007.
- Durruti en el laberinto, Muturreko burutazioak, Bilbao, 2006. Nueva edición aumentada por Virus Editorial, Barcelona, 2014. ISBN 84-96044-81-4
- José Peidro de la CNT : retazos del movimiento obrero y la guerra civil en Alcoi y Vila-Real (en colaboración con Andreu Amorós), Likiniano Elkartea, Bilbao, 2005. Biografía del abuelo de Miguel Amorós escrita en colaboración con su hermano Andreu.
- Golpes y contragolpes, ediciones Pepitas de Calabaza, Logroño, 2005. ISBN 84-96044-63-7
- Las Armas de la crítica, Muturreko burutazioak, Bilbao, 2004. ISBN 84-96044-45-9
- La Revolución traicionada. La verdadera historia de Balius y los Amigos de Durruti, Virus editorial, Barcelone, 2003. ISBN 84-96044-15-7
- Las cartas en francés de Guy Debord a Miguel Amorós figuran en Guy Debord, Correspondance, volume 6, Fayard, París, 2007.

#### Prólogos
- Internazionale situazionista, prólogo a los textos completos de la sección italiana de la Internacional Situacionista (1969-1972), Pepitas de calabaza, Logroño, 2010. ISBN 978-84-937205-8-2
- Elías Manzanera, Documento histórico de la Columna de Hierro, Ediciones Octubre del 36, 2012.
- Los Incontrolados, Manuscrito encontrado en Vitoria, reeditado por Pepitas de calabaza en 2014 con un prólogo inédito, La revolución ahora y siempre.
- José A. Miranda, Sobre la distancia y las implicaciones sociales, materiales e ideológicas de la compresión acelerada del mundo, introducción de Miguel Amorós, La Neurosis o las Barricadas Ed., 2016.
- Jaime Semprun, El abismo se repuebla, Pepitas de calabaza, 2016. ISBN 978-84-15862-70-3
- Karl Marx y Friedrich Engels, Manifiesto comunista, prefacio de Miquel Amorós, epílogo de Rudolf Rocker ("Marx y el anarquismo"), Corazones Blindados, 2016.
- De la miseria en el medio estudiantil y otros documentos, prólogo de Miguel Amorós, Pepitas de calabaza, 2018.
- Mijail Bakunin, Obras completas, introducción de Miguel Amorós, coordinadas por Frank Mintz, Editorial Imperdible, 2018.

#### Em francês
- Obra colectiva, La lampe hors de l'horloge. Éléments de critique anti-industrielle, Éditions de la Roue, 2014.
- Obra colectiva, Le gouvernement par la peur au temps des catastrophes. Réflexions anti-industrielles sur les possibilités de résistance, Éditions de la Roue, 2013.

### Traduções
- Jaime Semprun, El abismo se repuebla, traducido del francés por Miguel Amorós y Tomás González López, Pepitas de calabaza, 2016. ISBN 978-84-15862-70-3
- Jaime Semprún, La nuclearización del mundo, traducido del francés por Miguel Amorós, Pepitas de calabaza, 2007.
- Encyclopédie des Nuisances, Contra el despotismo de la velocidad, traducido del francés por Miquel Amorós, Virus editorial.
- Diversos autores, Un terrorismo en busca de dos autores, selección, traducción, prólogo y notas de Miguel Amorós, Muturreko Burutazioak, 1999.